# Afroligusticum linderi
Afroligusticum linderi är en växtart i släktet Afroligusticum och familjen flockblommiga växter. Den beskrevs av Cecil Norman som Peucedanum linderi, och fick sitt nu gällande namn av Pieter J. D. Winter 2008.
Arten är en perenn ört som förekommer i östra Afrika, från Etiopien i norr till Zimbabwe i söder.